# Vladslo

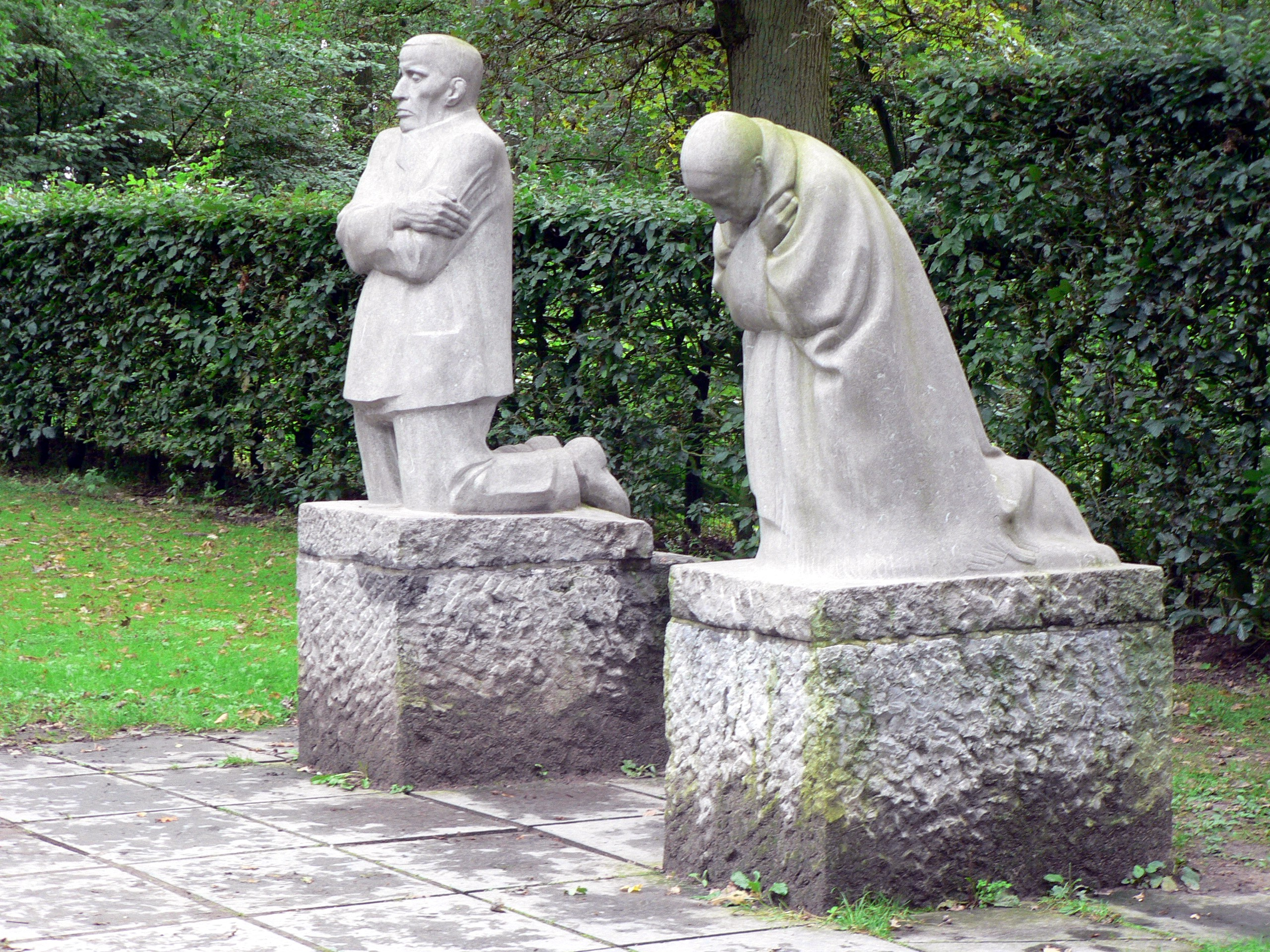
Trauerndes Elternpaar ("Sörjande föräldrar). en skulpturgrupp av Käthe Kollwitz på den tyska krigskyrkogården i Vladslo

Vladslo är en ort i Belgien.   Den ligger i provinsen Västflandern och regionen Flandern, i den västra delen av landet, 100 km väster om huvudstaden Bryssel. Vladslo ligger 1 meter över havet och antalet invånare är 1 239.
Terrängen runt Vladslo är mycket platt. Runt Vladslo är det ganska tätbefolkat, med 144 invånare per kvadratkilometer.. Närmaste större samhälle är Oostende, 18,8 km norr om Vladslo. 
Trakten runt Vladslo består till största delen av jordbruksmark.